# Oswald Stoll
Pour les articles homonymes, voir Gray et Stoll.
Oswald Stoll, né Oswald Gray le 20 janvier 1866 à Melbourne (Australie) et mort le 9 janvier 1942 à Putney (Royaume-Uni), est un impresario, un directeur de théâtre et un producteur de cinéma britannique.

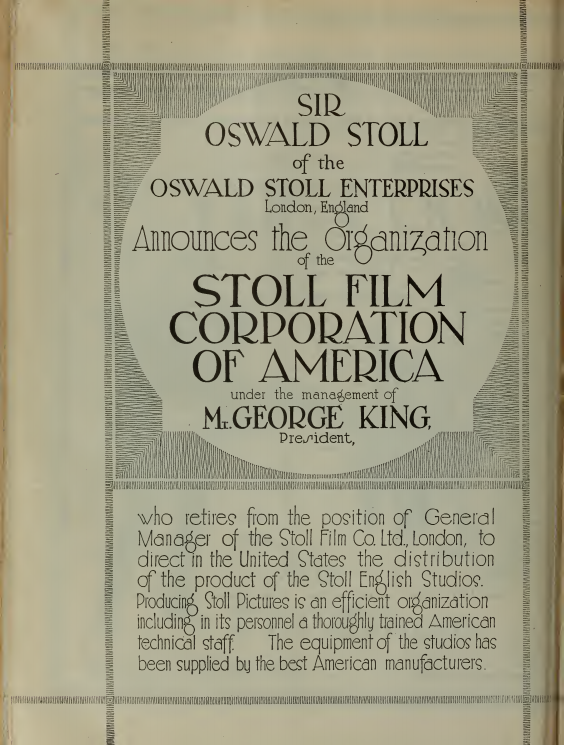
Création de Stoll Film Corporation of America

## Biographie
Né à Melbourne (Australie), Oswald déménage en Angleterre avec sa mère après la mort de son père. Après le remariage de sa mère, il prend le nom de son beau-père.
Il quitte l'école jeune pour aider sa mère à gérer le Parthenon, un music-hall à Liverpool, puis une troupe de théâtre régionale. Cette compagnie a du succès et Stoll commence à acheter ou à construire des théâtres. Devenu riche, il fusionne ses affaires avec celles de son concurrent Edward Moss pour former Moss Empires en 1898. En 1905, presque chaque grande ville de Grande-Bretagne a un théâtre "Empire" ou "Coliseum", géré par Stoll.
Il fonde une société de production de cinéma "Stoll Picture Productions" en avril 1918 et achète un studio à Surbiton, qui sera utilisé jusqu'en 1923. En 1920, il achète une ancienne usine aéronautique à Cricklewood pour la convertir en studio. Avec les réalisateurs Maurice Elvey et George Ridgwell, la compagnie de Stoll reste dans l'industrie cinématographique jusqu'en 1938 et la fermeture des studios de Cricklewood.
Oswald Stoll est anobli par le roi George V en 1919.

## Fondation Sir Oswald Stoll
Stoll fait don d'un terrain en 1916 pour créer la Fondation Sir Oswald Stoll Foundation, une société de charité à Fulham, pour les soldats handicapés à la suite de la Première Guerre mondiale. Cette fondation continue à héberger des anciens soldats et leurs femmes, et à proposer des aides aux vétérans qui ont perdu leur logement.